# 和歌山縣立桐蔭中學校及高等學校
和歌山縣立桐蔭中學校及高等學校是位於日本和歌山縣和歌山市吹上五丁目地區的公立完全中學。

## 歷史
學校的前身為1879年成立的舊制中學校「和歌山縣立和歌山中學校」，最初設和歌山師範學校位於和歌山城南側的校區旁（位於現在的和歌山縣立近代美術館及和歌山縣立博物館一帶，1887年配合日本中央政府的教育政策更名為「和歌山尋常中學校」，1889年在前紀州藩藩主德川茂承的支持及資助下，遷移至和歌山城原西之丸的區域。
1896年由於和歌山縣政府在田邊町開辦第二間尋常中學校（現在的和歌山縣立田邊中學校及高等學校），本校因而更名為「和歌山第一尋常中學校」，1899年再次因為中央政府的教育政策更名為「和歌山縣第一中學校」，1901年再更名為「和歌山縣立和歌山中學校」。
1914年過去由原紀州藩藩校改制而成的「德義中學校」被併入本校，1915年再往南遷移至現址。
1948年配合日本的學制改革，同時和和歌山縣立和歌山高等女學校整併為「和歌山縣立桐蔭高等學校」，並開設全日制普通課程、商業課程、定時課程、通信教育課程；1951年商業科獨立為和歌山縣立和歌山商業高等學校，1954年定時課程獨立為和歌山縣立青陵高等學校，1964年通信教育課程獨立為和歌山縣立通信制高等學校（現在為和歌山縣立紀之國青雲高等學校）。
1991及1999年曾先後開設數理科學科及綜合人文科的課程，並在2003年被文部科學省列為超級科學高中，2007年進一步開辦「和歌山縣立桐蔭中學校」成為完全中學，不過綜合人文科及數理科學科先後在2010年及2019年停辦。
該校的棒球部過去在1920年代至1940年代期間曾是是和歌山縣內的常勝軍，至今參加全國高等學校棒球錦標賽及選拔高等學校棒球大會也分別累積超過10次，並在兩場賽事都分別有奪下優勝的紀錄。